# Geri und Freki

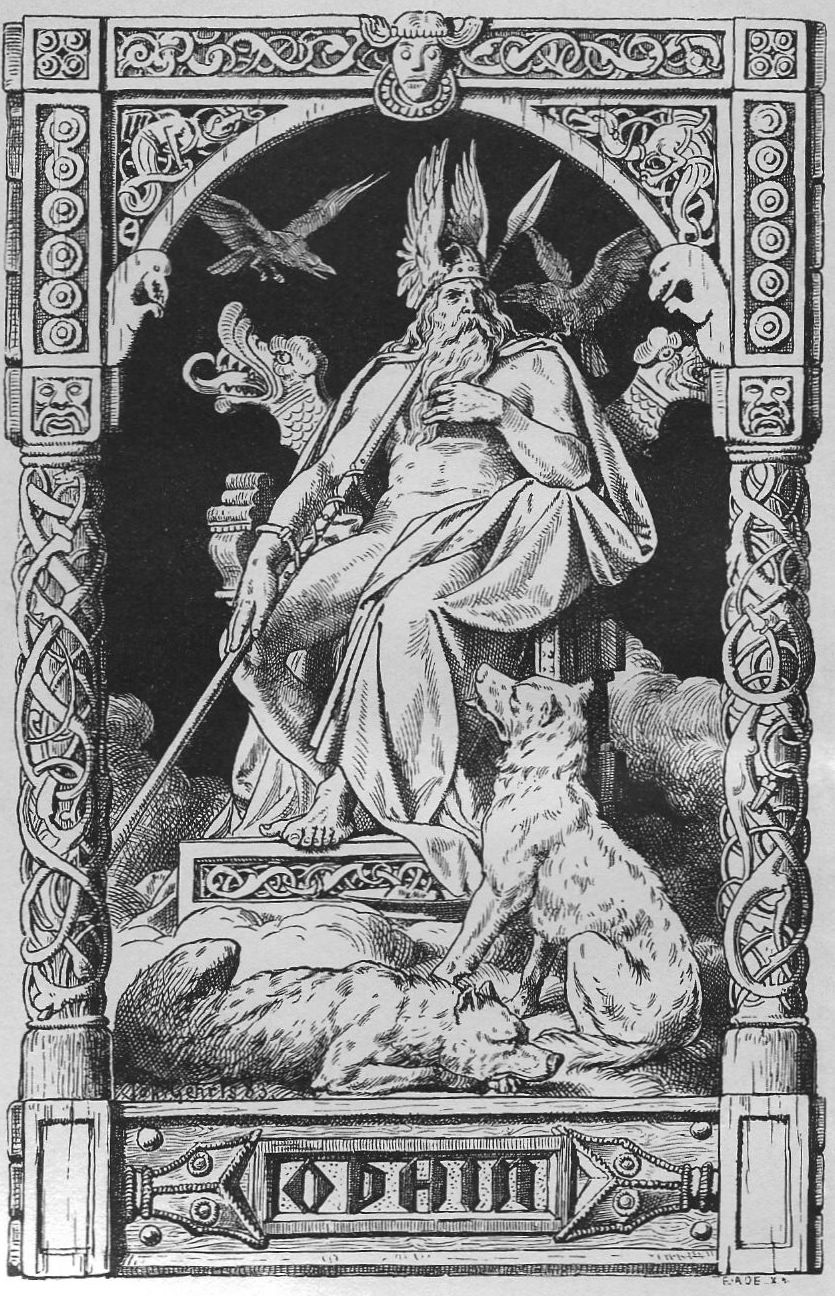
Odin mit den beiden Wölfen Geri und Freki sowie den Raben Huginn und Muninn, 1888

Geri und Freki (altnord. „der Gierige“ und „der Gefräßige“) sind zwei Wölfe der nordischen Mythologie, die, wie die Raben Hugin und Munin, den Gott Odin begleiten.
Nach der Edda verzehren Geri und Freki in Walhall alle Speisen, die Odin gereicht werden, während dieser sich nur von Wein ernährt. Odin verschmäht das Fleisch des Ebers und den Met.

## Etymologie
Der Name Geri bedeutet „der Gierige“ oder „der Räuberische, der Gefräßige“. Der Name Geri kann auf das protogermanische Adjektiv „geraz“ zurückgeführt werden. Belegt sind burgundisch „girs“, altnordisch „gerr“ und althochdeutsch „ger“ oder „giri“, alle mit der Bedeutung „gierig“.
Der Name „Freki“ kann auf das protogermanische Adjektiv „frekaz“ zurückgeführt werden, belegt im Gothischen faihu-friks mit der Bedeutung „begehrlich, lüstern, gierig“, altnordisch frekr mit der Bedeutung „gierig“, altenglisch frec mit der Bedeutung „begehrlich, gierig, gefräßig, keck“ und althochdeutsch freh mit der Bedeutung „gierig“. John Lindow interpretiert die beiden altnordischen Namen als nominalisierte Adjektive. Bruce Lincoln führt „Geri“ zurück auf den protoindoeuropäischen Stamm „gher“, der auch „Garmr“ zugrunde liegt. Der Hund Garm bewacht den Eingang zur Unterwelt und spielt in der Ragnarök eine wichtige Rolle.